# Biskowice (przystanek kolejowy)
Biskowice (ukr. Бісковичі, ros. Бисковичи) – przystanek kolejowy w miejscowości Biskowice, w rejonie samborskim, w obwodzie lwowskim, na Ukrainie.
Przystanek istniał przed II wojną światową.